# العلاقات البالاوية القطرية
العلاقات البالاوية القطرية هي العلاقات الثنائية التي تجمع بين بالاو وقطر.

## مقارنة بين البلدين
هذه مقارنة عامة ومرجعية للدولتين:
| وجه المقارنة                                              | بالاو                         | قطر           |
| --------------------------------------------------------- | ----------------------------- | ------------- |
| المساحة (كم2)                                             | 465                           | 11.44 ألف     |
| عدد السكان (نسمة)                                         | 21.73 ألف                     | 2.64 مليون    |
| الكثافة السكانية (ن./كم²)                                 | 4.67 ألف                      | 230.77        |
| العاصمة                                                   | نغيرولمود، كورور              | الدوحة        |
| اللغة الرسمية                                             | لغة إنجليزية، اللغة البالاوية | اللغة العربية |
| العملة                                                    | دولار أمريكي                  | ريال قطري     |
| الناتج المحلي الإجمالي (بليون دولار)                      | 291.54 مليون                  | 167.61 مليار  |
| الناتج المحلي الإجمالي (تعادل القوة الشرائية) بليون دولار | 326.12 مليون                  | 316.40 مليار  |
| الناتج المحلي الإجمالي الاسمي للفرد دولار أمريكي          | 13.50 ألف                     | 73.65 ألف     |
| الناتج المحلي الإجمالي للفرد دولار أمريكي                 | 14.76 ألف                     | 141.54 ألف    |
| مؤشر التنمية البشرية                                      | 0.780                         | 0.850         |
| رمز المكالمات الدولي                                      | +680                          | +974          |
| رمز الإنترنت                                              | .pw                           | .qa           |
| المنطقة الزمنية                                           | ت ع م+09:00                   | ت ع م+03:00   |

## منظمات دولية مشتركة
يشترك البلدان في عضوية مجموعة من المنظمات الدولية، منها:
| علم المنظمة | اسم المنظمة                        | تاريخ انضمام بالاو | تاريخ انضمام قطر |
| ----------- | ---------------------------------- | ------------------ | ---------------- |
|             | الأمم المتحدة                      | 15 ديسمبر 1994     | 21 سبتمبر 1971   |
|             | منظمة حظر الأسلحة الكيميائية       | ?                  | ?                |
|             | مؤسسة التمويل الدولية              | 16 ديسمبر 1997     | 11 أكتوبر 2008   |
|             | وكالة ضمان الاستثمار متعدد الأطراف | 16 ديسمبر 1997     | 22 أكتوبر 1996   |
|             | يونسكو                             | 20 سبتمبر 1999     | 27 يناير 1972    |
|             | البنك الدولي للإنشاء والتعمير      | 16 ديسمبر 1997     | 25 سبتمبر 1972   |

## وصلات خارجية
- موقع وزارة الخارجية القطرية